# Timár György (író)
Timár György (Budapest, 1929. június 23. – Budapest, 2003. szeptember 24.) magyar író, költő, kritikus, műfordító, újságíró, humorista.

## Életpályája
Timár László és Horváth Edit Lilla (1907–2005) fiaként született. Szülei 1933-ban elváltak. 1947–1948 között a Kossuth Népe munkatársa volt. 1948–1949 között a Magyar Napnál dolgozott. 1950–1951 között munkaszolgálatos volt. 1952–1953, 1954–1959 között, majd 1981 után szabadfoglalkozású újságíróként működött. 1954-ben dramaturgként dolgozott. 1958-tól az Élet és Irodalom munkatársa volt. 1960–1981 között a PEN Club titkára, 1994-től pedig alelnöke volt. 1981-től a Ludas Matyinál dolgozott. 1995-től a Magyar Hírlap és a Népszava volt a munkahelye.

## Munkássága
Gondolati-filozofikus verseket írt, melyekben keveredik a hagyományos és a modern, kötöttség és a formabontás. Francia, belga, spanyol, dél-amerikai, török, német költők, írók műveit fordította. Népszerűek irodalmi paródiái és szellemes Asterix képregényfordításai is.

## Művei
- Kövesi Endre, Pál József, Timár György versei. Három fiatal költő; Szépirodalmi, Budapest, 1951[3]
- Az iszonyat naptára; Magvető, Budapest, 1961
- Vallomás (rádiódráma, 1961)
- Jerikó; Szépirodalmi, Budapest, 1968
- Hármasoltár; Szépirodalmi, Budapest, 1974
- Nevető lexikon. Abasári–Zsurló; ill. Hegedüs István; Gondolat, Budapest, 1974
- Nem én írtam. Irodalmi karinthkatúrák; ill. Kaján Tibor; Szépirodalmi, Budapest, 1979
- Ezt sem én írtam; Új irodalmi karinthkatúrák; ill. Kaján Tibor; Szépirodalmi, Budapest, 1983
- Georges Timar: Heures fauves; előszó Jean Rousselot; Rougerie, Mortemart, 1983
- Nevető lexikon. Abasári–Zsúrló; ill. Hegedüs István; 2. javított, bővített kiadás; Gondolat, Budapest, 1983
- Válogatott agyrémeim; ill. Hegedüs István; Múzsák, Budapest, 1985
- Ami gyorsabb a halálnál; Szépirodalmi, Budapest, 1986
- Pártfogoltak (színmű, 1988)
- A Duna titkai; Móra, Budapest, 1988
- Nevető lexikon. Abasári–Zsúrló; ill. Hegedűs István; 3. javított, bővített kiadás; Tinódi, Budapest, 1989 (Lantos könyvek)
- Szókon túli hang. Versek, 1974-1995; Belvárosi, Budapest, 1995
- Fölmerült Atlantisz avagy A szerelem regénye; Orpheusz Könyvek, Budapest, 1996
- Angyalaink alusznak; Fekete Sas, Budapest, 1998
- Az iszonyat árnyéka. Versek; Múlt és Jövő, Budapest, 2000
- Gyermek és kora. Önéletrajzi mozaik; Athenaeum 2000, Budapest, 2000
- Nevető lexikon és agyrémszótár; ill. Kaján Tibor; javított, átdolgozott kiadás; Fekete Sas, Budapest, 2000
- Este a hegyen. Válogatott és új versek; Fekete Sas, Budapest, 2002
- Timár György–Fazakas István: Szleng-szó-szedet; Fekete Sas, Budapest, 2003
- Társulati vacsora. Elbeszélések; utószó Del Medico Imre; Fekete Sas, Budapest, 2004

## Műfordításai
- J. R. Jiménez: Sárga tavasz (válogatott versek, András Lászlóval, 1958)
- Erich Arendt válogatott versei (versek, 1959)
- René Barjavel: Az óvatlan utazó (regény, 1971)
- R. Goffin: A költészet Ariadné-fonala (esszék, 1972)
- Jules Verne: Az örök Ádám (elbeszélés, 1973)
- Yves Bonnefoy: Még egyre az a hang (versek, 1973)
- Százhúsz költő. Válogatott versfordítások; Európa, Budapest, 1977
- D. Scheinert: Pierre Bajut színeváltozása (regény, 1979)
- Bernard Vargaftig versei (versek, 1984)
- Szajna-parti Erosz. Hat évszázad pajzán francia versei; vál., ford., bev., jegyz. Timár György; Európa, Budapest, 1984
- Szajna-parti Erosz. Hat évszázad pajzán francia versei; vál., ford., bev., jegyz. Timár György; 2. javított, bővített kiadás; Európa, Budapest, 1985
- Eugène Ionesco: A kopasz énekesnő (Gera Györggyel, 1986)
- Elképesztő novellák; vál., ford. Timár György; Európa, Budapest, 1988 (Maeva Park, James A. Noble, Dorothy Sayers, Hillary Waugh, John Dickson Carr, Ernst W. Heine (4), Edward Wellen, Mary Roberts Rinehart, Jehanne Jean-Charles (2), Cornell Woolrich, Alec Ross, Joyce Porter, Anna Clarke, Cyrill Hare (4) és William Irish műveivel)  (ISBN 9630746158)
- Erich Kästner: Az állatok konferenciája (regény, 1990)
- H. Sobota: A kurvapecér (Révai Gáborral, 1990)
- A. Allais: Horgász a pácban, avagy a Blaireau-ügy (1994)
- Gérard Bayo: Válogatott versek (1997)
- Attila József: Complainte tardive (1998)
- Les platanes de la piscine Saint-Luc. Cahiers Bleus/Librairie Bleue : Poèmes de Hongrie (1998)
- Namur: A hét kapu könyve (1998)
- Gouttes de pluie : poésie de Hongrie au XXème siècle  (2001). Timár e kötetben a századelő Adyjától a legfiatalabb, ismert költőnőig, Karafiáth Orsolyáig fordította franciára kiemelkedő lírikusaink műveit. (ISBN 9639352071)

## Díjai, elismerései
- Ady-díj (1977)
- II. Lipót Rend tiszti fokozata (1982)
- Az Európa Könyvkiadó Nívódíja (1984)
- Claude Sernet-díj (1985)
- PEN-emlékérem (1989)
- Év Gyermekkönyve díj (1989, 1990)
- Füst Milán-díj (1996, 1998)
- Pro Literatura díj (1998)
- Gábor Andor-díj (2001)

## Származása
| Timár György (Budapest, 1929. jún. 23.– Budapest, 2003. szept. 24.) | Apja: Timár László (1916-ig Neumann) (Budapest, 1899. dec. 17.–?) részvénytársasági igazgató | Apai nagyapja: Timár Zsigmond (1917-ig Neumann) (Muraszombat, 1874. jún. 13.– 1944. júl. 15.) bankigazgató        | Apai nagyapai dédapja: Neumann Adolf                                                                           |
| Timár György (Budapest, 1929. jún. 23.– Budapest, 2003. szept. 24.) | Apja: Timár László (1916-ig Neumann) (Budapest, 1899. dec. 17.–?) részvénytársasági igazgató | Apai nagyapja: Timár Zsigmond (1917-ig Neumann) (Muraszombat, 1874. jún. 13.– 1944. júl. 15.) bankigazgató        | Apai nagyapai dédanyja: Schönheit Anna                                                                         |
| Timár György (Budapest, 1929. jún. 23.– Budapest, 2003. szept. 24.) | Apja: Timár László (1916-ig Neumann) (Budapest, 1899. dec. 17.–?) részvénytársasági igazgató | Apai nagyanyja: Weisz Malvin (Bécs, 1878. aug. 8.– 1944. júl. 15.)                                                | Apai nagyanyai dédapja: Weisz Gusztáv (Miava, 1850 – Szombathely, 1902. nov. 22.) fakereskedő                  |
| Timár György (Budapest, 1929. jún. 23.– Budapest, 2003. szept. 24.) | Apja: Timár László (1916-ig Neumann) (Budapest, 1899. dec. 17.–?) részvénytársasági igazgató | Apai nagyanyja: Weisz Malvin (Bécs, 1878. aug. 8.– 1944. júl. 15.)                                                | Apai nagyanyai dédanyja: Wachtel Jeanette                                                                      |
| Timár György (Budapest, 1929. jún. 23.– Budapest, 2003. szept. 24.) | Anyja: Horváth Edit Lilla (Budapest, 1907. nov. 25.– Szentendre, 2005. jan. 27.)             | Anyai nagyapja: Horvát Jenő (1892-ig Herschler) (Budapest, 1878. jan. 27.– Budapest, 1956. dec. 6.) nagykereskedő | Anyai nagyapai dédapja: Horvát Sándor (1892-ig Herschler) (Nyitra, 1848– Budapest, 1915. szept. 17.) kereskedő |
| Timár György (Budapest, 1929. jún. 23.– Budapest, 2003. szept. 24.) | Anyja: Horváth Edit Lilla (Budapest, 1907. nov. 25.– Szentendre, 2005. jan. 27.)             | Anyai nagyapja: Horvát Jenő (1892-ig Herschler) (Budapest, 1878. jan. 27.– Budapest, 1956. dec. 6.) nagykereskedő | Anyai nagyapai dédanyja: Schőnfeld Zsófia (1850– Budapest. 1919. nov. 17.)                                     |
| Timár György (Budapest, 1929. jún. 23.– Budapest, 2003. szept. 24.) | Anyja: Horváth Edit Lilla (Budapest, 1907. nov. 25.– Szentendre, 2005. jan. 27.)             | Anyai nagyanyja: Mangold Róza (Budapest, 1886. jan. 10.– Budapest, 1983. márc. 11.)                               | Anyai nagyanyai dédapja: Mangold Manó                                                                          |
| Timár György (Budapest, 1929. jún. 23.– Budapest, 2003. szept. 24.) | Anyja: Horváth Edit Lilla (Budapest, 1907. nov. 25.– Szentendre, 2005. jan. 27.)             | Anyai nagyanyja: Mangold Róza (Budapest, 1886. jan. 10.– Budapest, 1983. márc. 11.)                               | Anyai nagyanyai dédanyja: Wurmfeld Zsófia                                                                      |